# سمير نجيب
الدكتور سمير نجيب (؟؟؟ - 1967) عالم ذرة مصري.

## حياته
يعتبر العالم سمير نجيب عالم الذرة المصري من طليعة الجيل الشاب من علماء الذرة العرب، فقد تخرج من كلية العلوم بجامعة القاهرة في سن مبكرة، وتابع أبحاثه العلمية في الذرة. ولكفاءته العلمية المميزة تم ترشيحه إلى الولايات المتحدة الأمريكية في بعثة، وعمل تحت إشراف أساتذة الطبيعة النووية والفيزياء وسنه لم تتجاوز الثالثة والثلاثين، وأظهر نبوغاً مميزاً وعبقرية كبيرة خلال بحثه الذي أعده في أواسط الستينات -خلال بعثته إلى أمريكا- لدرجة أنه فرغ من إعداد رسالته قبل الموعد المحدد بعام كامل.

## الحياة العلمية
تصادف أن أعلنت جامعة ديترويت الأمريكية عن مسابقة للحصول على وظيفة أستاذ مساعد بها في علم الطبيعة، وتقدم لهذه المسابقة أكثر من مائتي عالم ذرة من مختلف الجنسيات، وفاز بها الدكتور سمير نجيب، وحصل على وظيفة أستاذ مساعد بالجامعة، وبدأ أبحاثه الدراسية التي حازت على إعجاب الكثير من الأمريكيين، وأثارت قلق الصهاينة والمجموعات الموالية للصهيونية في أمريكا. وكالعادة بدأت تنهال على الدكتور العروض المادية لتطوير أبحاثه، ولكنه خاصة بعد حرب يونيو 1967 شعر أن بلده ووطنه في حاجه إليه. وصمم العالم على العودة إلى مصر وحجز مقعداً على الطائرة المتجهة إلى القاهرة يوم 13/8/1967.

## بِدَايَةِ المُؤَامَرَةِ
ما أن أعلن د. سمير عن سفره حتى تقدمت إليه جهات أمريكية كثيرة تطلب منه عدم السفر، وعُرضتْ عليه الإغراءات العلمية والمادية المتعددة كي يبقى في الولايات المتحدة. ولكن الدكتور سمير نجيب رفض كل الإغراءات التي عُرضتْ عليه. وفي الليلة المحددة لعودته إلى مصر، تحركت القوى المعادية لمصر والأمة العربية، هذه القوى التي آلت على نفسها أن تدمر كل بنية علمية عربية متطورة مهما كانت الدوافع ومهما كانت النتائج. وفي مدينة ديترويت وبينما كان الدكتور سمير يقود سيارته والآمال الكبيرة تدور في عقله ورأسه، يحلم بالعودة إلى وطنه لتقديم جهده وأبحاثه ودراساته على المسؤولين، ثم يرى عائلته بعد غياب.

## سَبَبِ وَ فَاتُهُ
في الطريق العام فوجئ الدكتور سمير نجيب بسيارة نقل ضخمة، ظن في البداية أنها تسير في الطريق شأن باقي السيارات. حاول قطع الشك باليقين فانحرف إلى جانبي الطريق لكنه وجد أن السيارة تتعقبه. وفي لحظة مأساوية أسرعت سيارة النقل ثم زادت من سرعتها واصطدمت بسيارة الدكتور الذي تحطمت سيارته ولقي مصرعه على الفور، وانطلقت سيارة النقل بسائقها واختفت، وقُيّد الحادث ضد مجهول.